# Hypericum goyanesii
Hypericum goyanesii är en johannesörtsväxtart som beskrevs av José Cuatrecasas. Hypericum goyanesii ingår i släktet johannesörter, och familjen johannesörtsväxter. Inga underarter finns listade i Catalogue of Life.